# Municipalité de Druskininkai
La municipalité de Druskininkai (en lituanien : Druskininkų savivaldybė) est l'une des soixante municipalités de Lituanie. Son chef-lieu est Druskininkai.

## Seniūnijos de la municipalité de Druskininkai
- Leipalingio seniūnija (Leipalingis)

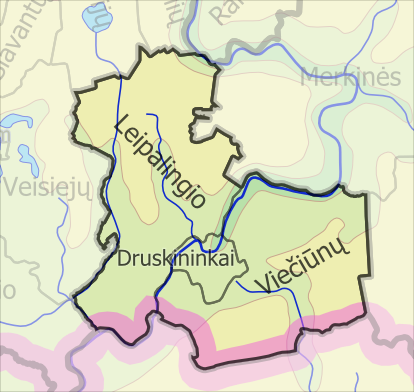
Seniūnijos de la municipalité de Druskininkai.

- Viečiūnų seniūnija (Viečiūnai (lt))